# Campeonato Mineiro de Futebol de 2015 - Módulo I
O Campeonato Mineiro de Futebol de 2015 - Módulo I foi a 101ª edição do campeonato estadual de Minas Gerais.

## Regulamento

### Primeira fase
O Módulo I será disputado por 12 clubes em turno único. Todos os times jogam entre si uma única vez. Os quatro primeiros colocados se classificam para a fase final e os dois últimos serão rebaixados para o Módulo II de 2015.
O campeonato também indicará os representantes do estado de Minas Gerais para a Série D 2015. Os dois melhores times, que não estejam disputando a Série A, Série B ou Série C, ganha a vaga.
Os três primeiros colocados disputarão a Copa do Brasil de 2016.

#### Critérios de desempate
Caso haja empate de pontos entre dois clubes, os critérios de desempates serão aplicados na seguinte ordem:
1. Número de vitórias
2. Saldo de gols
3. Gols marcados
4. Confronto direto
5. Número de cartões vermelhos
6. Número de cartões amarelos

### Fase final
Será disputado uma fase eliminatória (conhecido como "mata-mata", semifinais e final), com confrontos em ida e volta. O time de melhor campanha decide se terá o mando de campo no primeiro ou segundo jogo.

#### Critérios de desempate
1. Saldo de gols
2. Desempenho na primeira fase

## Participantes
| Equipe      | Cidade               | Estádio          | Capacidade | Títulos (último) |
| ----------- | -------------------- | ---------------- | ---------- | ---------------- |
| América     | Belo Horizonte       | Independência    | 23.018     | 15 (2001)        |
| Atlético    | Belo Horizonte       | Independência    | 23.018     | 43 (2015)        |
| Boa Esporte | Varginha             | Melão            | 15.471     | 0 (não possui)   |
| Caldense    | Poços de Caldas      | Ronaldão         | 7.600      | 1 (2002)         |
| Cruzeiro    | Belo Horizonte       | Mineirão         | 61.846     | 37 (2014)        |
| Democrata   | Governador Valadares | Mamudão          | 8.674      | 0 (não possui)   |
| Guarani     | Divinópolis          | Farião           | 4.181      | 0 (não possui)   |
| Mamoré      | Patos de Minas       | Arena Kickball   | 12.000     | 0 (não possui)   |
| Tombense    | Tombos               | Almeidão         | 3.050      | 0 (não possui)   |
| Tupi        | Juiz de Fora         | Mario Helênio    | 31.863     | 0 (não possui)   |
| URT         | Patos de Minas       | Arena DanBred    | 4.858      | 0 (não possui)   |
| Villa Nova  | Nova Lima            | Castor Cifuentes | 5.160      | 5 (1951)         |

## Classificação da 1ª fase
Atualizada às 11:50 (UTC+1) em 30 de Abril de 2015.

## Campeão do Interior
| Poços de Caldas              |
| ---------------------------- |
| Caldense Campeão (8º título) |

## Artilharia
Atualizada às 21:03 (UTC-3) em 19 de Abril de 2015.
| Gols | Jogador                | Time             |
| ---- | ---------------------- | ---------------- |
| 9    | Leandro Damião         | Cruzeiro         |
| 8    | Luiz Eduardo           | Caldense         |
| 6    | João Paulo             | Democrata GV     |
| 6    | Lucas Pratto           | Atlético Mineiro |
| 5    | Cristiano              | Caldense         |
| 5    | Daniel Morais          | Tupi             |
| 5    | Luan                   | Atlético Mineiro |
| 4    | Giorgian De Arrascaeta | Cruzeiro         |
| 4    | Daniel Amorim          | Tombense         |

## Fase Final
Em itálico, as equipes que jogarão pelo empate no resultado agregado, por ter melhor campanha na fase de grupos.
|  | Semifinais       | Semifinais       | Semifinais | Semifinais |   |          | Final | Final | Final | Final |
|  |                  |                  |            |            |   |          |       |       |       |       |
|  | Caldense         | 0                | 2          | 2          |   |          |       |       |       |       |
|  | Tombense         | 0                | 0          | 0          |   |          |       |       |       |       |
|  | Tombense         | 0                | 0          | 0          |   | Caldense | 0     | 1     | 1     |       |
|  |                  |                  |            |            |   | Caldense | 0     | 1     | 1     |       |
|  |                  | Atlético Mineiro | 0          | 2          | 2 |          |       |       |       |       |
|  | Cruzeiro         | Atlético Mineiro | 0          | 2          | 2 | 1        | 1     | 2     |       |       |
|  | Cruzeiro         |                  |            |            |   | 1        | 1     | 2     |       |       |
|  | Atlético Mineiro | 1                | 2          | 3          |   |          |       |       |       |       |

## Premiação
| Campeonato Mineiro de 2015            |
| ------------------------------------- |
|                                       |
| Atlético Mineiro Campeão (43º Título) |

## Público

### Maiores públicos
Esses são os dez maiores públicos do Campeonato:
- PP. ^ Considera-se apenas o público pagante